# Řád drahocenné koruny
Řád drahocenné koruny (japonsky: 宝冠章) je japonský ženský řád založený roku 1888 císařem Meidžim. Od roku 2003 je udílen v šesti třídách.

## Historie a pravidla udílení
Řád byl založen japonským císařem Meidžim dne 4. ledna 1888 za účelem vyznamenat vznešené dámy za jejich výjimečné služby. Původně byl udílen v pěti třídách. 13. dubna 1896 byly k řádu přidány další tři třídy. Řád byl určen ženám, avšak příležitostně byl udílen i mužům, kterým však byl mnohem častěji udílen Řád vycházejícího slunce.
V roce 1907 byl řád udělen 29 Američanům, kteří se zapojili do rusko-japonské války. Na tomto neobvyklém seznamu vyznamenaných bylo deset dobrovolnic z řad zdravotních sester a devatenáct dopisovatelů amerických novin.
V hierarchii japonských řádů byl do roku 2003 zařazen před Řád posvátného pokladu a za Řád vycházejícího slunce. V té době byl udílen jako ženská verze Řádu vycházejícího slunce, i když mohl být příležitostně udělen i mužům. Původně výhradně mužský Řád vycházejícího slunce byl během reformy v roce 2003 zpřístupněn i ženám. Řád drahocenné koruny i nadále zůstal ženským řádem. Během reformy byly zrušeny dvě jeho nejnižší třídy.
Řád může být udělen i posmrtně.

## Insignie
Řádový odznak má tvar zlatého oválného medailonu s květinovým motivem na čtyřech stranách. Uprostřed je na modře smaltovaném pozadí vyobrazena starodávná japonská koruna. Tento ústřední motiv je obklopen červeně smaltovaným oválem. Ke stuze je připojen pomocí malého přívěsku, jehož podoba se liší v závislosti na řádové třídě.
Řádová hvězda má tvar pětiúhelníku s paprsky vykládanými perlami. Mezi jednotlivými paprsky je květinový ornament. Uprostřed je kulatý modře smaltovaný medailon s vyobrazením čínského fénixe feng-chuanga. Medailon je obklopen červeně smaltovaným kruhem rámovaným vavřínovým věncem.

Stuha je žlutá se dvěma červenými pruhy po obou stranách. V případě I. třídy se nosí jako široká šerpa spadající z ramene na protilehlý bok. U ostatních tříd se stuha nosí uvázaná do mašle.

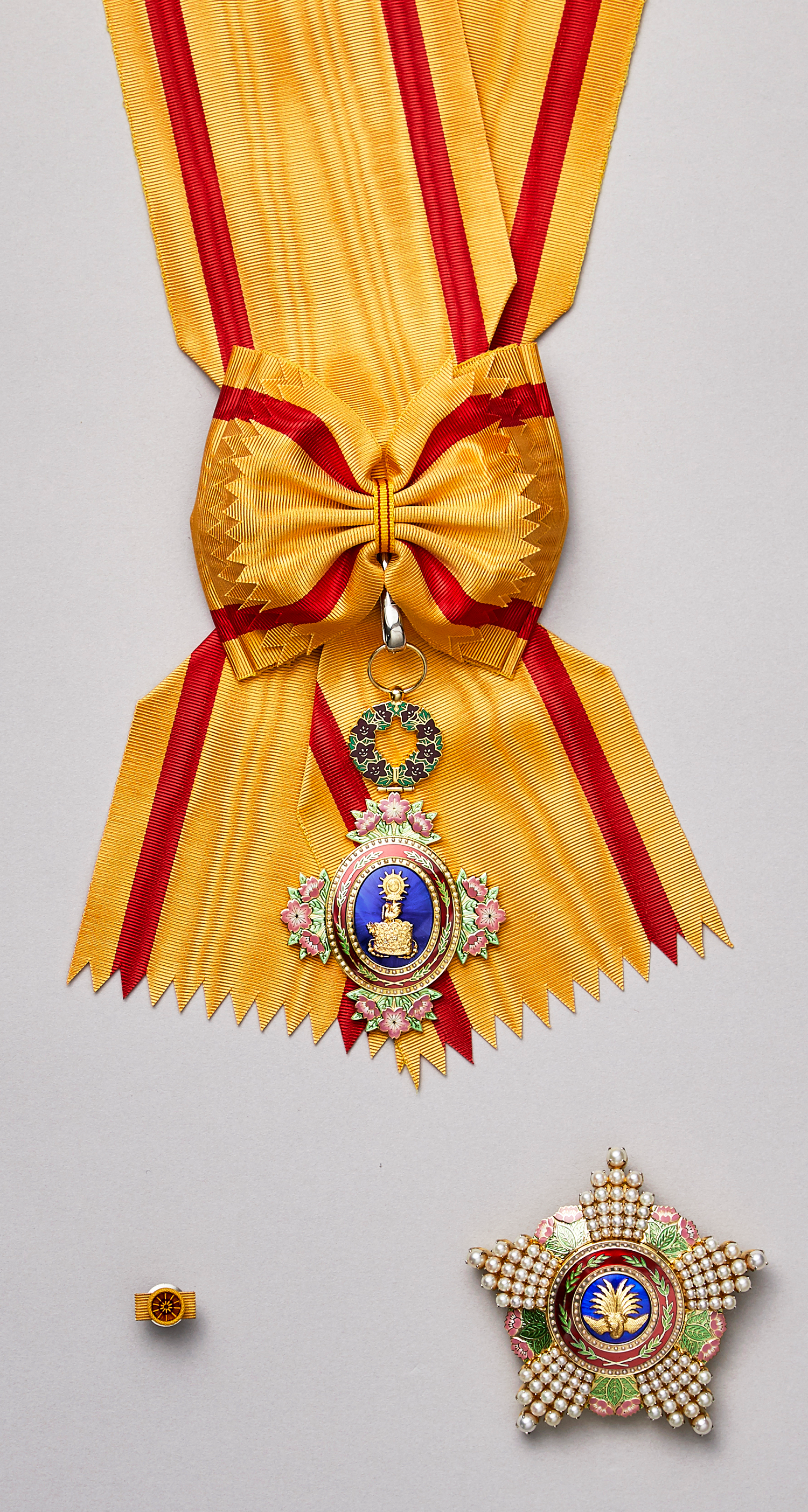
Velkostuha
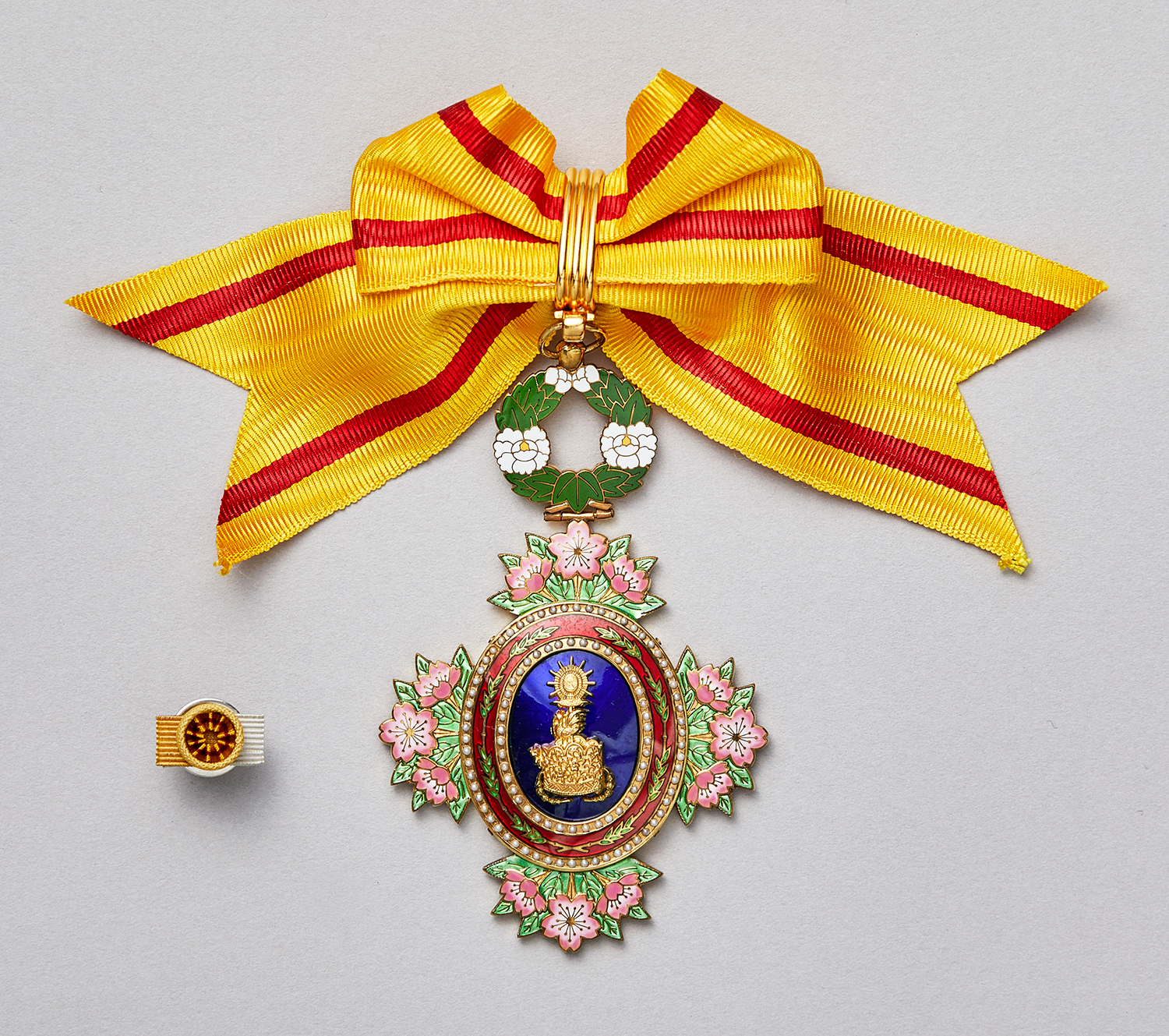
Pivoňka
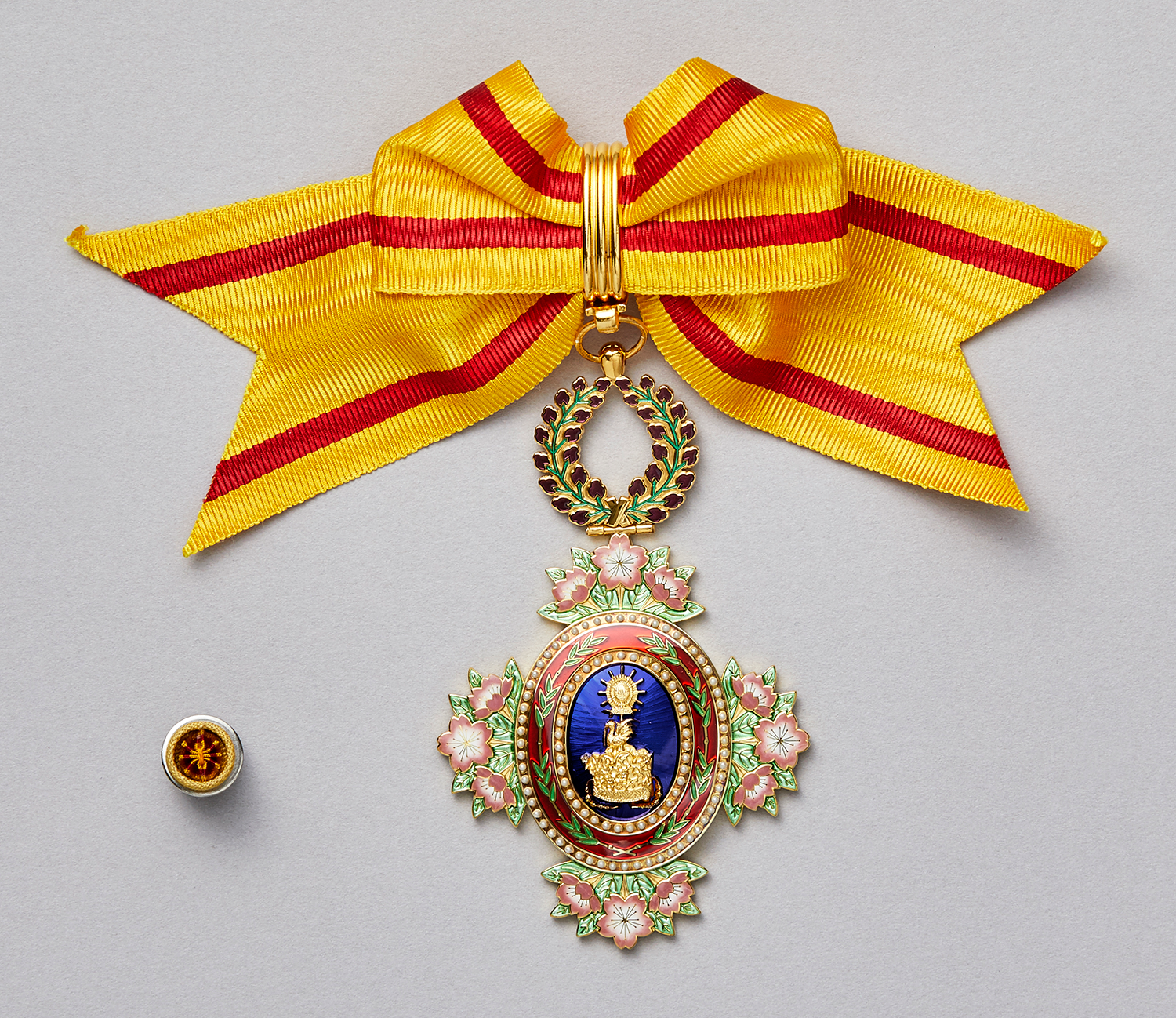
Vistárie
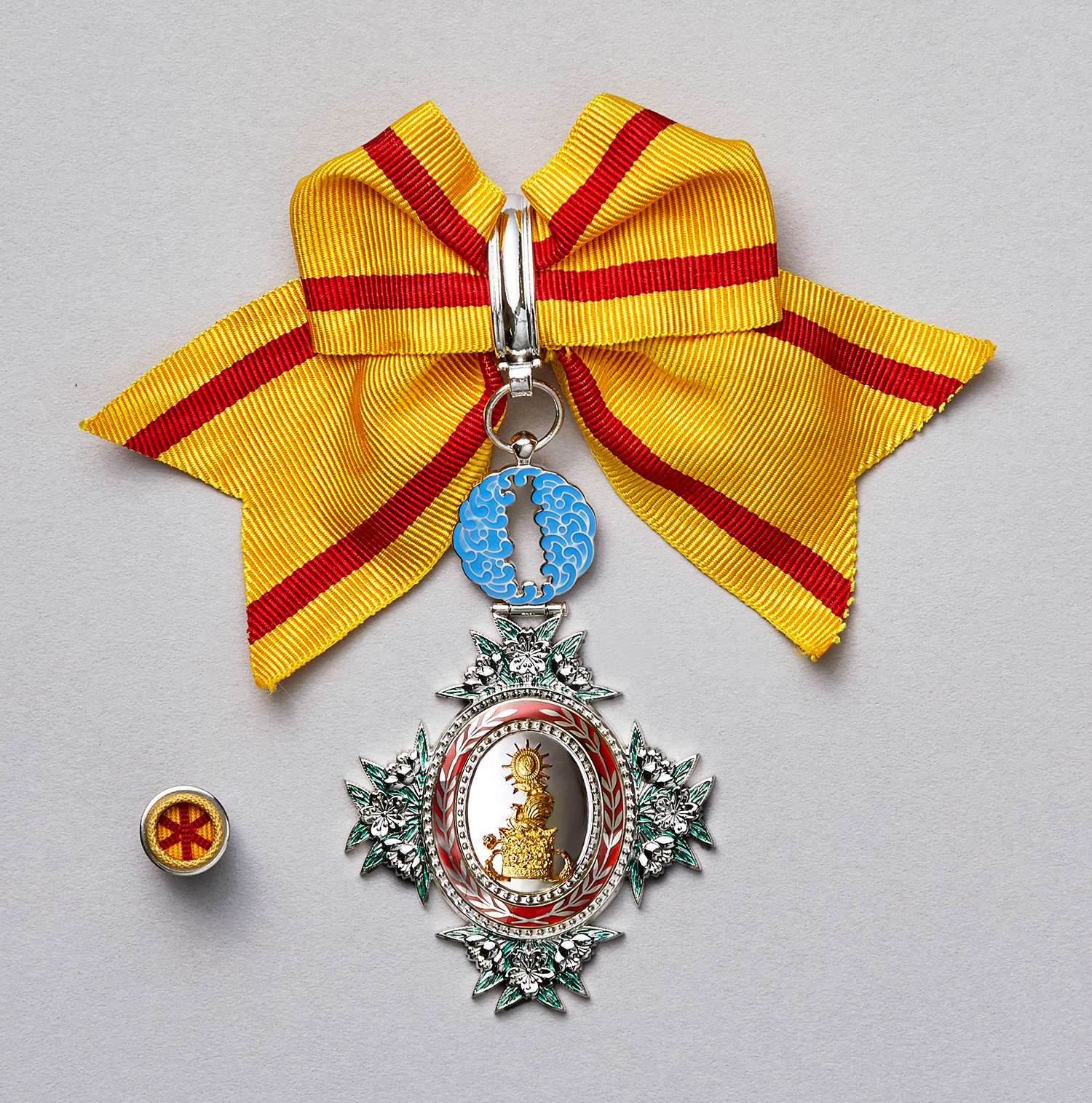
Vlnky
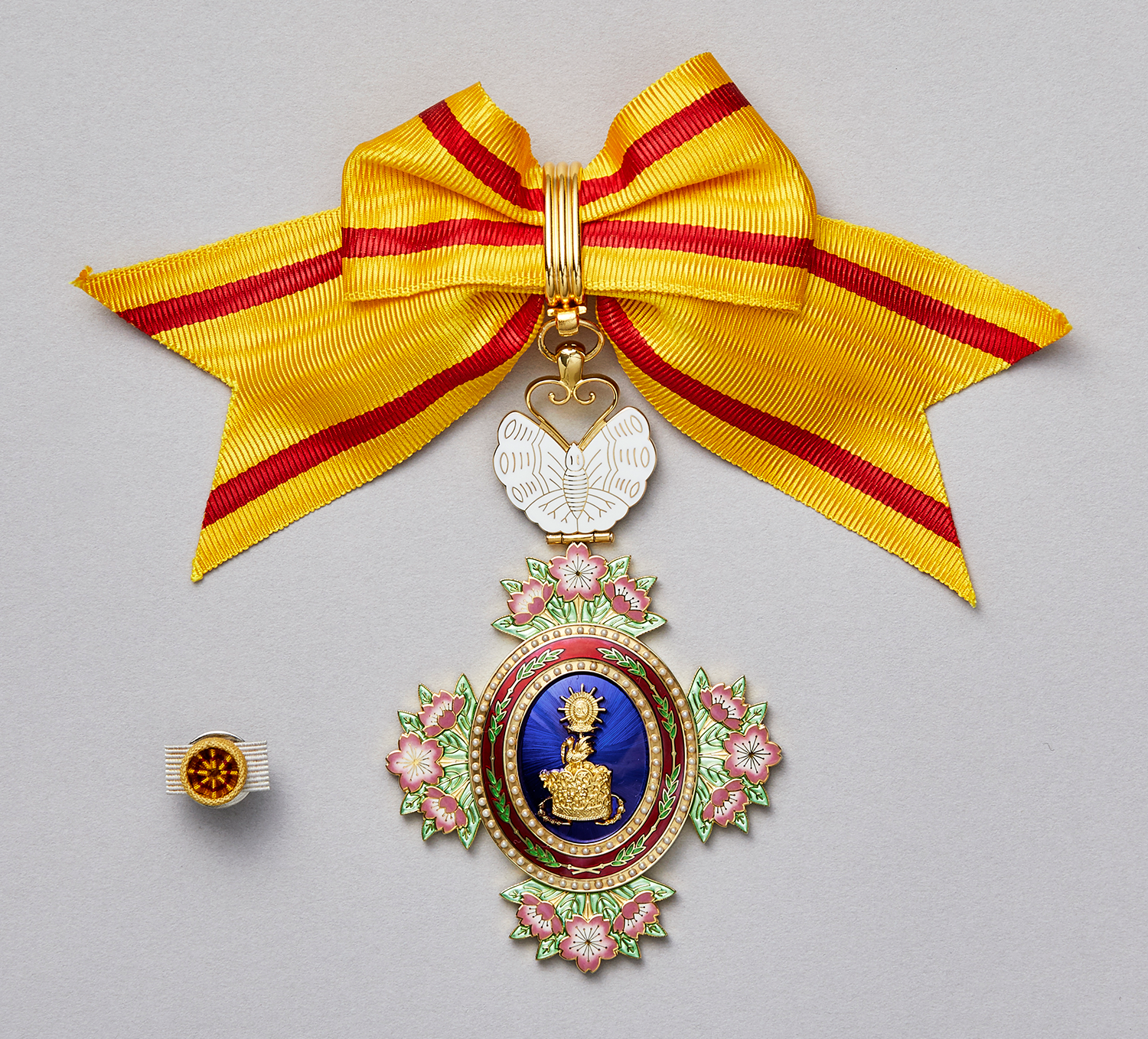
Motýl
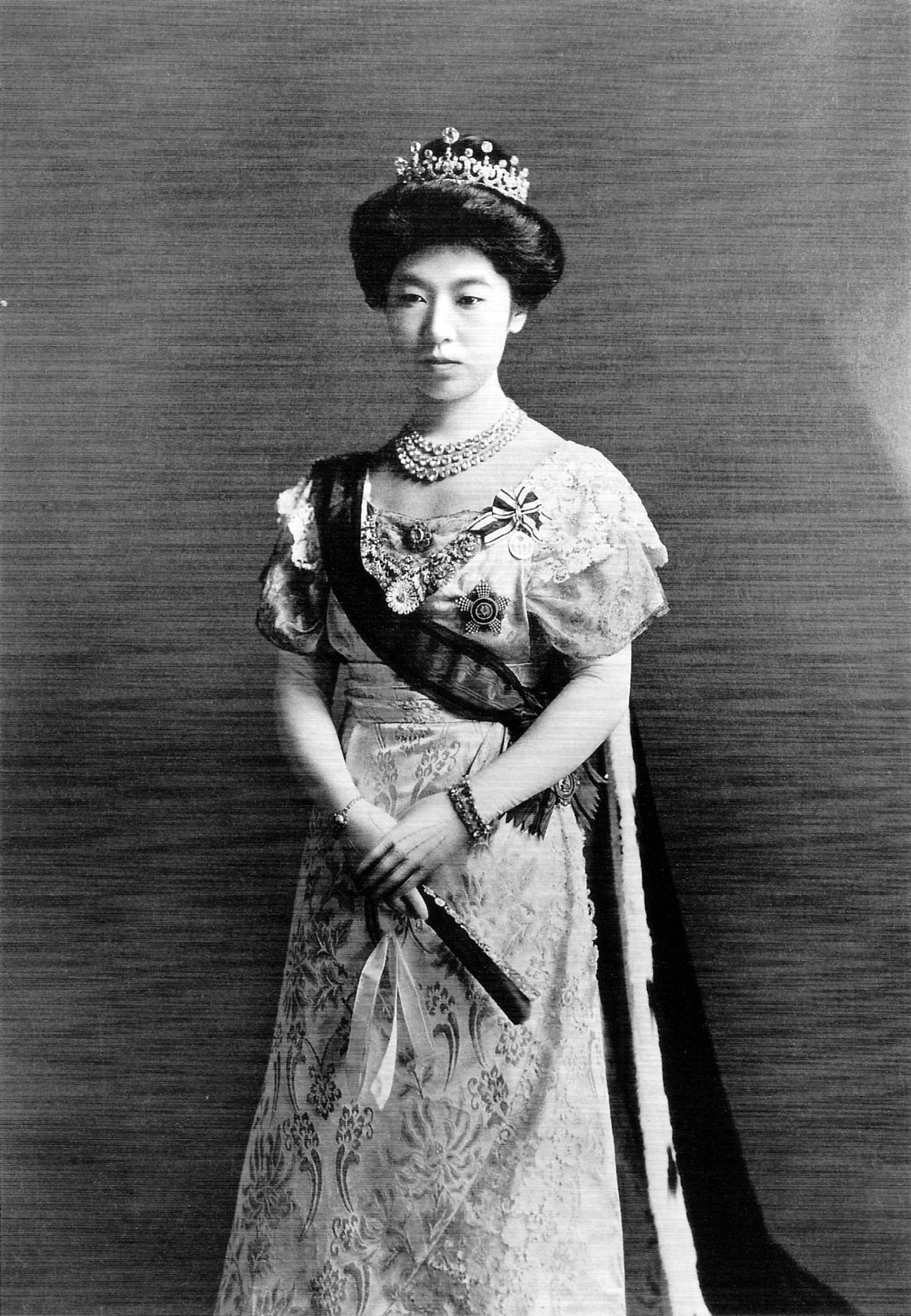
Velkostuha

## Třídy
Řád je od roku 2003 udílen v šesti řádných třídách. Kromě I. třídy se odznak nosí na stuze uvázané do mašle.
- velkostuha od roku 2003 paulovnie (宝冠大授章) – Řádový odznak se nosí na široké stuze spadající z pravého ramene na protilehlý bok. Řádová hvězda se nosí nalevo na hrudi.
- II. třída od roku 2003 pivoňka (宝冠牡丹章)
- III. třída od roku 2003 motýl (宝冠白蝶章)
- IV. třída od roku 2003 vistárie (宝冠藤花章)
- V. třída od roku 2003 meruňka (宝冠杏葉章)
- VI. třída od roku 2003 vlnky (宝冠波光章)
- VII. třída roku 2003 zrušena 2003
- VIII. třída roku 2003 zrušena 2003

velkostuha
II. třída
III. třída
IV. třída
V. třída
VI. třída
VII. třída
VIII. třída

## Vybraní nositelé

### I. třída, velkostuha
- Císařovna Mičiko
- Císařovna Masako
- Kiko, korunní princezna Akišino
- Aiko, princezna Toši
- Mako Komuro
- Princezna Kako z Akišina
- Sajako Kuroda

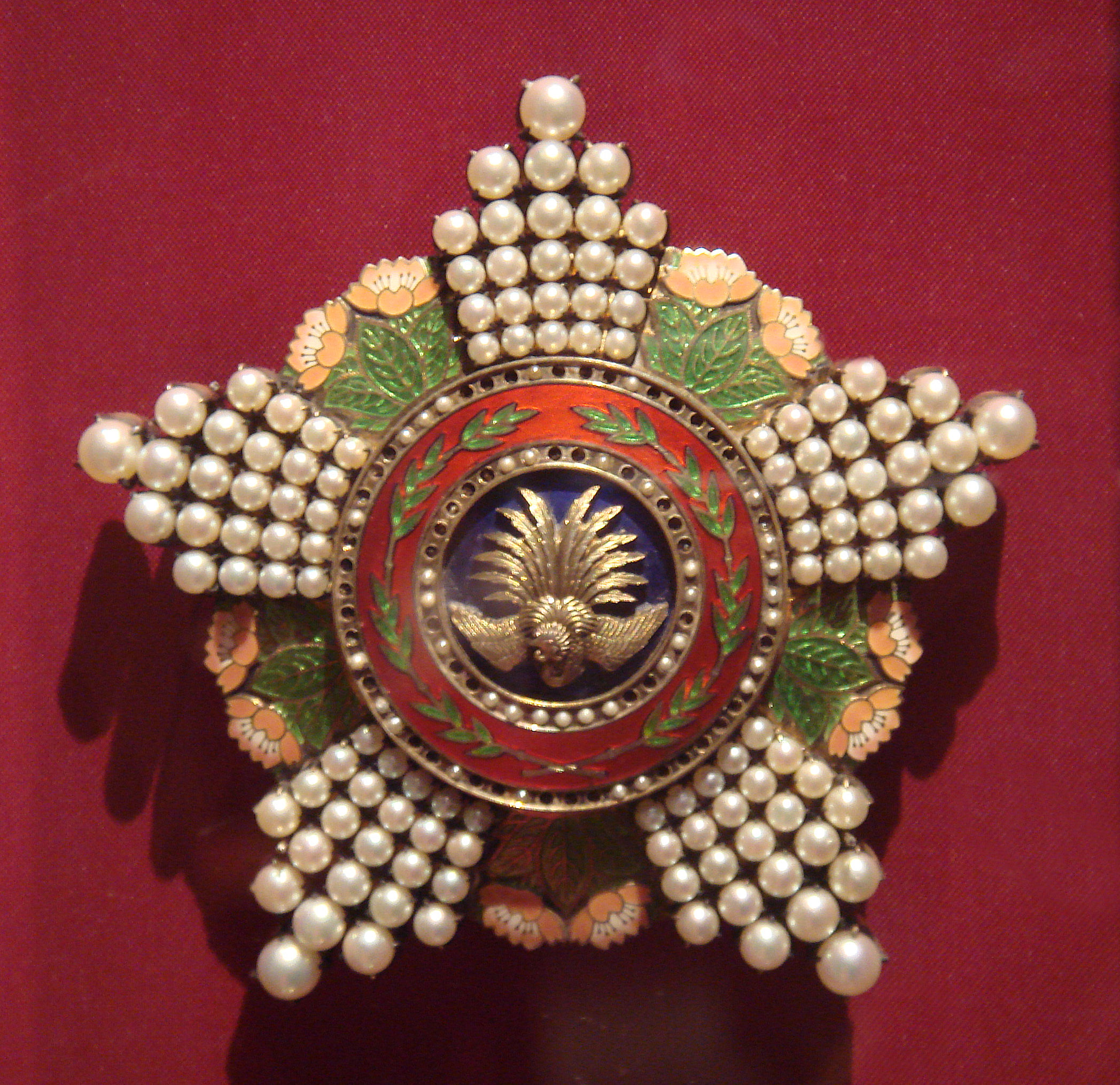
Řád drahocenné koruny, plaketa 1. třídy. Konec 19. století. Musée de la Légion d'honneur.

- Maria Teresa, velkovévodkyně lucemburská
- Princezna Salote Mafile'o Pilolevu Tuita Tonžská
- Královna Markéta II. Dánská
- Císařovna Farah Íránská
- Královna Alžběta, královna matka
- Královna Paola Belgická
- Královna Silvia Švédská[3]
- Královna Sirikit Thajská
- Královna Máxima Nizozemská
- Královna Mathilde Belgická
- Královna Sofia Španělská
- Královna Letizia Španělská[4]
- Královna Sonja Norská
- Korunní princezna Bangja Korejská
- Tuanku Budriah Malajská
- Tuanku Bainun Malajská
- Tuanku Fauziah Malajská
- Tuanku Hajah Haminah Hamidun Malajská
- Princezna Madeleine Švédská[5]
- Princezna Srinagarindra Thajská
- Princezna Sirindhorn Thajská
- Princezna Chulabhorn Thajská
- Anne, královská princezna
- Princezna Margaret, hraběnka ze Snowdonu
- Princezna Alexandra, ctihodná lady Ogilvy
- Mette-Marit, korunní princezna norská
- Princezna Basma bint Talal Jordánská
- Císařovna vdova Cch’-si Čínská
- Královna Liliuokalani Havajská
- Královna Kapiolani Havajská
- Te Atairangikaahu
- Princezna Sarvath al-Hassan Jordánská
- Princezna Alia bint Husajn Jordánská
- Baronka Margaret Thatcherová (byvalá předsedkyně vlády Spojeného království)
- Imelda Romualdezová Marcosová, bývalá první dáma Filipín
- Siti Hartinahová, bávalý první dáma Indonéské republiky

### II. třída, pivoňka
- Noriko Senge
- Princezna Cuguko z Takamada
- Ajako Morija
- Princezna Akiko z Mikasy
- Princezna Jóko z Mikasy
- Princezna Alexandra Lucemburská

### III. třída, motýl
- Joyce Ackroydová, 1918–1991[6]
- Eleanor Jordenová, 1920–2009[7]
- Elizabeth Grayová Viningová, 1902–1999[8]
- Lillian Mollerová Gilbrethová, 1878–1972, čest udělena 1968
- Joši Kasuja, 1894–1994[9]
- Čika Kuroda, 1884–1968[10]
- Sugino Jošiko, 1892–1978[11]
- Kono Jasui, 1880–1971[12]
- Tošiko Juasa, 1909–1980[13]

### IV. třída, vistárie
- Mičijo Cudžimura (1888–1969)
- Yvette Giraudová (1916–2014)[14]
- Mačiko Hasegawa (1920–1992)[15]
- Cayetana Fitz-James Stuart, 18. vévodkyně z Alby (1926–2014)

### V. třída, meruňka
- Fudžima Kansuma (1918–2023)[16]

### VI. třída, vlnka
- Anita Newcombová McGeeová, (1864–1940)[2]
- Fumiko Kouka Mikami, (1913–2019)[17]

### VII. třída
- William H. Brill, (1871–1923), Associated Press a Reuter's Telegram Company[2]
- Richard Harding Davis, (1864–1916) Collier's Weekly[2]
- John Fox mladší, (1862–1919) Scribner's Magazine[2]
- George Kennan, (1845–1924) The Outlook[2]
- Jack London, (1876–1916) noviny Hearst
- Frederick Palmer, (1873–1958) Collier's Weekly[2]
- Herbert Ponting, fotograf a novinář, (1870–1935), Harper's Weekly
- James Ricalton, (asi 1844 – 1929) Travel Magazine[2]
- Grant Wallace, (1867–1954) San Francisco Bulletin[2]
- Jae Niidžima, (1845–1932)